# Poisson d’avril

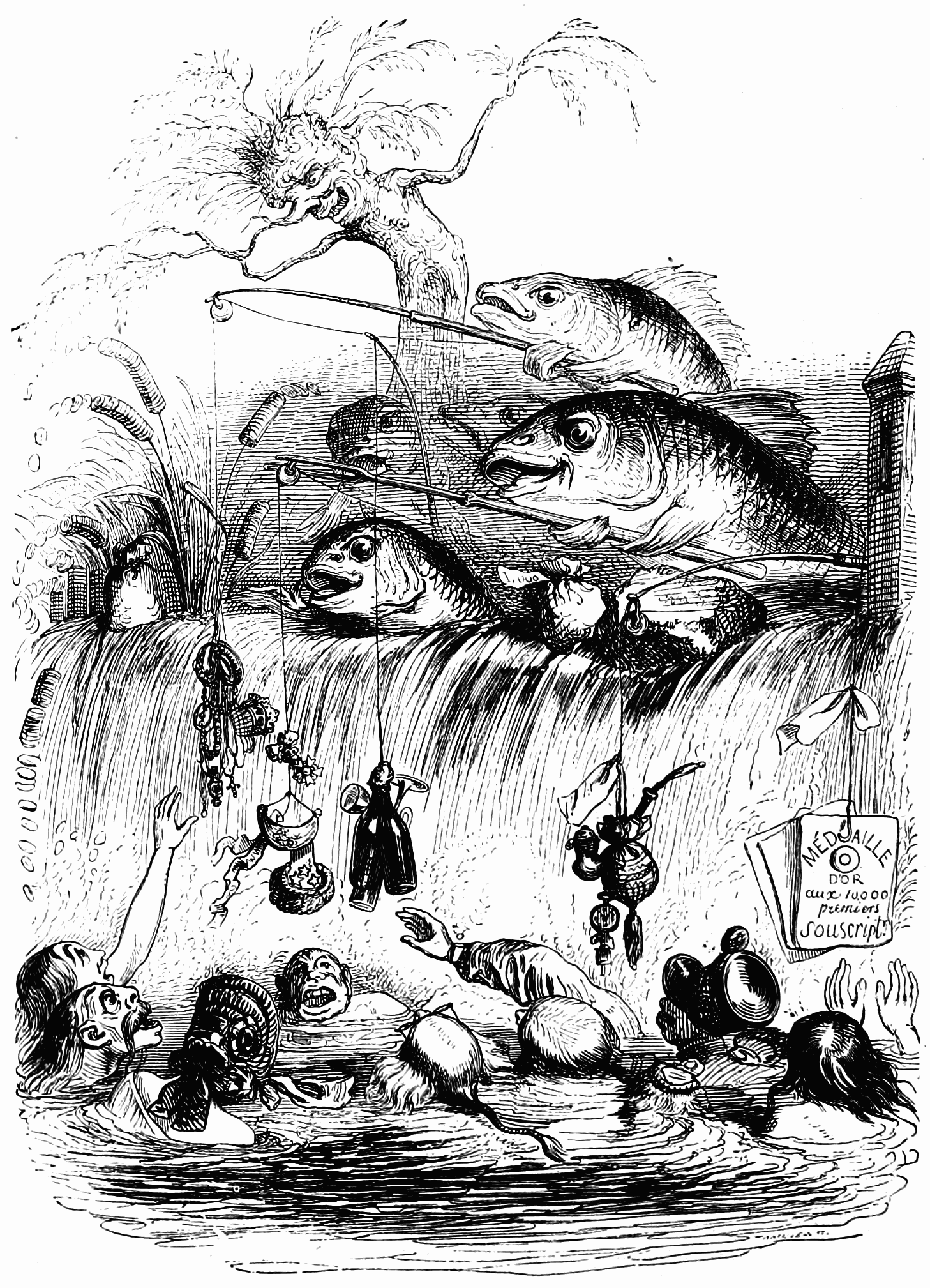
Zeichnung zur Darstellung des Brauchs

Poisson d’avril („Aprilfisch“) ist ein Brauch am 1. April in Frankreich, der eng mit der Tradition des Aprilscherzes verbunden ist. Der Ursprung des Brauches ist bis heute nicht abschließend geklärt.

## Geschichte und Ursprung
Der Brauch geht möglicherweise auf das Edikt von Roussillon im Jahr 1564 zurück, in dem der französische König Karl IX. mit Einführung des Gregorianischen Kalenders den Jahresbeginn auf den 1. Januar verlegte. Zuvor lag er in einigen Teilen Frankreichs auf dem Osterfest, in einigen anderen auf dem 25. März und damit in der Nähe des 1. April. Die französische Bevölkerung protestierte allerdings gegen das Edikt.
Gleichzeitig entstand der Brauch jenen, die während der Fastenzeit Fleisch aßen, einen Fisch anzustecken. Mit der Zeit wendete sich dieser Brauch möglicherweise gegen jene, die weiterhin den Jahresanfang am 1. April feierten. Im Laufe der Jahrhunderte wurden statt Speisefischen den Menschen eher Papierfische angesteckt, zunehmend auch einfach aus Spaß.
Ein weiterer häufiger Erklärungsversuch zur Verbindung zwischen Fisch und dem 1. April ist die Tradition, dass in Frankreich als erstes Gericht nach der Fastenzeit oftmals ein Fischgericht serviert wurde. Dies lag unter anderem daran, das zum 1. April häufig die Fischfangsaison startete.
Zusätzlich werden auch in Frankreich zum 1. April traditionell Aprilscherze erzählt.

## Rezeption
Der Brauch taucht in etlichen Filmen auf. Im Film Un crime au paradis läuft Jacques Villeret längere Zeit mit einem angesteckten April-Fisch auf dem Rücken herum. Zudem ist der Brauch auch gleich zu Beginn des Films French Connection II zu sehen.

## Trivia
Zu Lebzeiten von Karl IX. wurde mit poisson d’avril  noch ein Dienstbote bezeichnet, der einen Liebesbrief seines Herrn überbrachte. Mit dem Edikt von Roussillon veränderte sich diese Bedeutung allerdings. Seither bedeutet die Phrase in Frankreich so viel wie „jemanden in den April schicken“ oder schlichtweg „reinlegen“. Die heutige Verwendung setzte sich schon ab dem späten 17. Jahrhundert durch.